# Svetoslav Stoyanov
Svetoslav Stoyanov (* 19. Juli 1976 in Sofia) ist ein französischer Badmintonspieler bulgarischer Herkunft.

## Karriere
Svetoslav Stoyanov nahm 2000 für Bulgarien und 2004 für Frankreich an Olympia teil. Sein bestes Resultat war dabei Platz neun im Herreneinzel im Jahr 2000. 2008 gewann er bei der Europameisterschaft Bronze im Herrendoppel mit Erwin Kehlhoffner.

## Sportliche Erfolge
| Saison    | Veranstaltung                                 | Disziplin    | Platz | Name                                    |
| --------- | --------------------------------------------- | ------------ | ----- | --------------------------------------- |
| 1992      | Romanian International                        | Herrendoppel | 1     | Svetoslav Stoyanov / Mihail Popov       |
| 1992      | Bulgarian International                       | Mixed        | 1     | Svetoslav Stoyanov / Raina Tzvetkova    |
| 1992      | Bulgarian International                       | Herrendoppel | 1     | Svetoslav Stoyanov / Mihail Popov       |
| 1993      | Bulgarien: Einzelmeisterschaften              | Mixed        | 1     | Svetoslav Stoyanov / Emilia Dimitrova   |
| 1993      | Bulgarien: Einzelmeisterschaften der Junioren | Herrendoppel | 1     | Svetoslav Stoyanov / Mihail Popov       |
| 1993      | Bulgarien: Einzelmeisterschaften der Junioren | Herreneinzel | 1     | Svetoslav Stoyanov                      |
| 1993      | Bulgarien: Einzelmeisterschaften der Junioren | Mixed        | 1     | Svetoslav Stoyanov / Raina Tzvetkova    |
| 1994      | Bulgarien: Einzelmeisterschaften der Junioren | Mixed        | 1     | Svetoslav Stoyanov / Rajna Zwetkowa     |
| 1994      | Bulgarien: Einzelmeisterschaften              | Herrendoppel | 1     | Svetoslav Stoyanov / Mihail Popov       |
| 1994      | Bulgarien: Einzelmeisterschaften              | Mixed        | 1     | Svetoslav Stoyanov / Rajna Zwetkowa     |
| 1994      | Bulgarien: Einzelmeisterschaften der Junioren | Herrendoppel | 1     | Svetoslav Stoyanov / Mihail Popov       |
| 1995      | Bulgarien: Einzelmeisterschaften              | Herrendoppel | 1     | Svetoslav Stoyanov / Mihail Popov       |
| 1995      | Bulgarien: Einzelmeisterschaften              | Mixed        | 1     | Svetoslav Stoyanov / Rajna Zwetkowa     |
| 1995      | Romanian International                        | Mixed        | 1     | Svetoslav Stoyanov / Rajna Zwetkowa     |
| 1996      | Bulgarien: Einzelmeisterschaften              | Herrendoppel | 1     | Svetoslav Stoyanov / Mihail Popov       |
| 1996      | Bulgarien: Einzelmeisterschaften              | Mixed        | 1     | Svetoslav Stoyanov / Rajna Zwetkowa     |
| 1997      | Bulgarien: Einzelmeisterschaften              | Mixed        | 1     | Svetoslav Stoyanov / Rajna Zwetkowa     |
| 1997      | Bulgarian International                       | Herrendoppel | 1     | Svetoslav Stoyanov / Mihail Popov       |
| 1997      | Hungarian International                       | Herrendoppel | 1     | Michail Popov / Svetoslav Stoyanov      |
| 1997      | Volant d’Or de Toulouse                       | Herrendoppel | 1     | Mihail Popov / Svetoslav Stojanov       |
| 1997      | Bulgarien: Einzelmeisterschaften              | Herrendoppel | 1     | Svetoslav Stoyanov / Mihail Popov       |
| 1998      | Bulgarien: Einzelmeisterschaften              | Herrendoppel | 1     | Svetoslav Stoyanov / Mihail Popov       |
| 1998      | Bulgarien: Einzelmeisterschaften              | Mixed        | 1     | Svetoslav Stoyanov / Rajna Zwetkowa     |
| 1998      | Volant d’Or de Toulouse                       | Herrendoppel | 1     | Mihail Popov / Svetoslav Stojanov       |
| 1998      | Irish Open                                    | Herrendoppel | 1     | Mihail Popov / Svetoslav Stojanov       |
| 1999      | Czech International                           | Herrendoppel | 1     | Svetoslav Stojanov / Michal Popov       |
| 1999      | Austrian International                        | Herrendoppel | 1     | Svetoslav Stoyanov / Mihail Popov       |
| 1999      | Volant d’Or de Toulouse                       | Herrendoppel | 1     | Mihail Popov / Svetoslav Stojanov       |
| 2000      | Dutch International                           | Herrendoppel | 1     | Michail Popov / Svetoslav Stojanov      |
| 2000      | Olympia                                       | Herreneinzel | 9     | Svetoslav Stoyanov                      |
| 2000      | Polnische Internationale Meisterschaften      | Herrendoppel | 2     | Svetoslav Stojanov / Michail Popov      |
| 2000      | Volant d’Or de Toulouse                       | Herrendoppel | 1     | Vincent Laigle / Svetoslav Stoyanov     |
| 2001      | Welsh International                           | Herrendoppel | 1     | Vincent Laigle / Svetoslav Stoyanov     |
| 2001      | French Open                                   | Herrendoppel | 1     | Vincent Laigle / Svetoslav Stoyanov     |
| 2001/2002 | Französische Meisterschaft                    | Mixed        | 1     | Svetoslav Stoyanov / Viktoria Hristova  |
| 2001/2002 | Französische Meisterschaft                    | Herrendoppel | 1     | Vincent Laigle / Svetoslav Stoyanov     |
| 2002      | Spanish International                         | Herrendoppel | 1     | Vincent Laigle / Svetoslav Stoyanov     |
| 2002      | Czech International                           | Herrendoppel | 1     | Svetoslav Stoyanov / Vincent Laigle     |
| 2002      | Volant d’Or de Toulouse                       | Herrendoppel | 1     | Vincent Laigle / Svetoslav Stoyanov     |
| 2002      | Croatian International                        | Herrendoppel | 1     | Vincent Laigle / Svetoslav Stoyanov     |
| 2002/2003 | Französische Meisterschaft                    | Mixed        | 1     | Svetoslav Stoyanov / Viktoria Hristova  |
| 2002/2003 | Französische Hochschulmeisterschaft           | Mixed        | 1     | Svetoslav Stoyanov / Viktoria Hristova  |
| 2003      | Slovak International                          | Herrendoppel | 1     | Svetoslav Stojanov / Vincent Laigle     |
| 2003      | Croatian International                        | Herrendoppel | 1     | Vincent Laigle / Svetoslav Stoyanov     |
| 2003/2004 | Frankreich: Einzelmeisterschaften             | Mixed        | 1     | Svetoslav Stoyanov / Viktoria Hristova  |
| 2003/2004 | EBU Circuit                                   | Herrendoppel | 1     | Svetoslav Stojanov                      |
| 2004      | Croatian International                        | Mixed        | 1     | Svetoslav Stoyanov / Victoria Wright    |
| 2004      | Dutch International                           | Mixed        | 1     | Svetoslav Stoyanov / Victoria Wright    |
| 2004      | Volant d’Or de Toulouse                       | Mixed        | 1     | Svetoslav Stoyanov / Anastasia Russkikh |
| 2004      | Dutch International                           | Herrendoppel | 1     | Jean-Michel Lefort / Svetoslav Stoyanov |
| 2005      | Irish Open                                    | Herrendoppel | 1     | Mihail Popov / Svetoslav Stoyanov       |
| 2005      | Bulgarian International                       | Herrendoppel | 1     | Mihail Popov / Svetoslav Stoyanov       |
| 2005/2006 | Französische Meisterschaft                    | Mixed        | 1     | Svetoslav Stoyanov / Pi Hongyan         |
| 2006      | Cyprus International                          | Mixed        | 1     | Svetoslav Stoyanov / Elodie Eymard      |
| 2006/2007 | Französische Meisterschaft                    | Herrendoppel | 1     | Svetoslav Stoyanov / Mihaïl Popov       |
| 2006/2007 | Französische Meisterschaft                    | Mixed        | 1     | Svetoslav Stoyanov / Elodie Eymard      |
| 2007      | New Zealand Open                              | Mixed        | 3     | Svetoslav Stoyanov / Elodie Eymard      |
| 2007/2008 | Französische Meisterschaft                    | Mixed        | 1     | Svetoslav Stoyanov / Elodie Eymard      |
| 2007/2008 | Französische Meisterschaft                    | Herrendoppel | 1     | Svetoslav Stoyanov / Erwin Kehlhoffner  |
| 2008      | Europameisterschaft                           | Herrendoppel | 3     | Erwin Kehlhoffner / Svetoslav Stoyanov  |
| 2008/2009 | Französische Meisterschaft                    | Herrendoppel | 1     | Svetoslav Stoyanov / Sébastien Vincent  |
| 2009/2010 | Französische Meisterschaft                    | Herrendoppel | 1     | Svetoslav Stoyanov / Erwin Kehlhoffner  |